# Kim Mi-jung (ur. 1978)
Kim Mi-jung (kor. 김미정 ;ur. 1 sierpnia 1978) – południowokoreańska judoczka. Olimpijka z Aten 2004, gdzie odpadła w eliminacjach w wadze średniej.
Siódma na mistrzostwach świata w 2001. Brązowa medalistka igrzysk Azji Wschodniej w 2001, a także mistrzostw Azji w 2004 i 2007 roku.

## Letnie Igrzyska Olimpijskie 2004
| Konkurencja | Rundy eliminacyjne        | Klas. końcowa |
| Konkurencja | Przeciwnik I              | Miejsce       |
| ----------- | ------------------------- | ------------- |
| 70 kg       | Catherine Jacques (BEL) P | 1 runda.      |